# Аверин, Николай Николаевич
Николай Николаевич Аверин (род. 16 сентября 1996) — российский хоккеист, защитник.

## Биография
Начал заниматься хоккеем в СДЮСШОР «Локомотив» Ярославль вместе с братом-двойняшкой Иваном. Брат позже стал заниматься борьбой и американским футболом.
В сезоне 2013/14 дебютировал в команде МХЛ-Б «Локо-Юниор». В следующем сезоне провёл 24 матча за «Локо-Юниор» и 44 — за «Локо» в МХЛ. Сезон-2015/16 отыграл в «Локо». С сезоне-2016/17 играл за аффилированный с «Локомотивом» клуб «Рязань» в ВХЛ — 35 матчей, за «Локо» — 10 матчей и «Локо-Юниор» — 9 матчей.
1 августа 2017 года был обменян на денежную компенсацию в хабаровский «Амур», провёл в КХЛ 25 матчей. 8 мая 2018 года был обменян обратно. 23 декабря 2019 года был обменян в «Ак Барс», провёл до конца сезона 11 матчей за «Ак Барс» и 5 — за «Барс» в ВХЛ. Следующие четыре сезона провёл в составе «Барса». 28 мая 2024 перешёл в «Динамо» Санкт-Петербург.

### Достижения
- Чемпион (2016), серебряный (2014) и бронзовый (2015) призёр первенства МХЛ
- Обладатель Кубка мира среди молодёжных команд (2016)
- Бронзовый призёр первенства НМХЛ (2017)[6]